# Kristen Bjorn
Kristen Bjorn (né le 12 octobre 1957 à Londres, de son vrai nom Robert Russell) est un réalisateur et producteur de films pornographiques gay et un ancien acteur de films pornographiques.
Ses productions présentent des hommes latino-américains et européens musclés et à la masculinité franche et sont souvent tournés dans des lieux exotiques à travers le monde entier. 

## Carrière

### Acteur
Kristen Bjorn a brièvement travaillé comme acteur. Il a posé pour des photographies destinées à des magazines pornographiques gays dans les années 1970. En 1981, il apparaît dans trois scènes produites par Falcon Studios. C'est de cette période que lui vient son pseudonyme, d'après une vague ressemblance avec le joueur de tennis Björn Borg. 

### Photographe et réalisateur
En 1982, Kristen Bjorn part pour le Brésil, où il devient photographe professionnel pour des magazines américains pour adultes. En 1985, il envoie son travail au magazine Advocate Men, puis des vidéos érotiques pour les séries Advocate Men Live.
C'est en 1988 qu'il réalise et produit sa première vidéo, Heatwave, avec des acteurs brésiliens pour des scènes de masturbation. Sa vidéo suivante, Carnival in Rio, est un film pornographique entre hommes. 
Son style est caractérisé par les contraintes économiques et l'imagination du réalisateur. Il est connu pour ses scènes d'éjaculation sans les mains, permettant de voir le pénis non caché. Pour des raisons financières, ses films n'ont pratiquement pas de dialogues.
En 1990, il tourne à New York (Manhattan Latin) et en République dominicaine (Caribbean Beat), avant d'aller réaliser des films en Australie. Il filme ensuite deux vidéos au Canada, puis à Miami en Floride, où il dirige des acteurs latino-américains et antillais.
En 2000, il crée les productions Sarava, pour des vidéos que d'autres réalisateurs filment pour sa compagnie. Il publie aussi des recueils de photographies, des calendriers et des musiques de ses films. En 2006, Kristen Bjorn Production et sa division Sarava Productions ont sorti une cinquantaine de films.

## Vidéographie
En tant qu'acteur
- Biker's Liberty
- The New Breed

En tant que réalisateur
- 1989 : Tropical Heatwave (Solo), Kristen Bjorn Productions
- 1989 : Carnival in Rio
- 1991 : Jackaroos
- 1992 : Call of the Wild, avec Rod Majors
- 1993 : Jungle Heat
- 1993 : Montreal Men, avec Rod Majors
- 1995 : The Vampire of Budapest, avec Árpád Miklós
- 1997 : The Anchor Hotel
- 1998 : ManWatcher
- 1999 : Wet Dreams 1 et 2
- 1999 : Thick as Thieves, avec Árpád Miklós
- 2000 : Making It (Documentary), Sarava Productions
- 2002 : The Isle of Men, Sarava Productions, avec Árpád Miklós
- 2003 : Bone Island
- 2005 : Male Tales
- 2007 : Rocks & Hard Places, avec Jean Franko
- 2007 : El Rancho, Kristen Bjorn Productions, avec Jean Franko
- 2009 : Tropical Adventure, avec Francesco D'Macho
- 2010 : Horns of Plenty
- 2011 : Sex City
- 2012 : Jagged Mountain
- 2014 : Strangers in Prague 2

## Principaux recueils de photos
- Men of the World, Publisher Distribution Company, 2002  (ISBN 3-86187-241-2)
- Men of Kristen Bjorn, Publisher Distribution Company, 2003  (ISBN 3-86187-282-X)
- Stallions, Bruno Gmunder Verlag Gmbh, 2005  (ISBN 3-86187-682-5)
- Body Heat, Bruno Gmunder Verlag Gmbh, 2007  (ISBN 3861878607)

## Récompenses
- Adult Erotic Gay Video Awards de la meilleure vidéo pour Call of the Wild en 1994.
- Adult Erotic Gay Video Awards de la meilleure vidéo internationale pour The Vampire of Budapest en 1996.
- Adult Erotic Gay Video Awards du meilleur réalisateur pour Amazon Adventure, The Anchor Hotel, Gangsters at Large (ex æquo avec Wash West en 1998.
- GayVN Awards du meilleur réalisateur pour Man Watcher (ex æquo avec Gino Colbert et Sam Slam pour Three Brothers) en 1998.
- Adult Erotic Gay Video Awards de la vidéo romantique pour Man Watcher en 1999.